# شريف شيخ أحمد
شريف شيخ أحمد (25 يوليو 1964 -)، رئيس الصومال السابع، ورئيس اتحاد المحاكم الإسلامية. ولد في إحدى قرى منطقة مهداي على بعد 120 كلم إلى الشمال الشرقي من العاصمة مقديشو، في أسرة غلب عليها التصوف، فوالده أحد متبعي الطريقة الإدريسية. وهو من أبقال أحد فروع قبائل الهوية الصومالية.
انتخبه البرلمان الصومالي في جلسته التي إنعقدت في جيبوتي في 31 يناير 2009 كرئيس للجمهورية وذلك حصوله على 292 صوت من بين 420 عضو وذلك في الدور الثاني للانتخاب وذلك في الانتخابات التي أجريت بعد استقاله الرئيس السابق عبد الله يوسف من منصبه في ديسمبر 2008. وقد تمكن الشيخ شريف من هزيمة 14 مرشحا آخر على الأقل، بمن فيهم رئيس الوزراء الحالي نور حسن حسين، المعروف بنور عدي، والذي قام بدور رئيسي في التقريب ما بين الحكومة الاتحادية الانتقالية، وتحالف إعادة تحرير الصومال الذي ينتمي له شريف.

## التعليم
التحق بالمدرسة الابتدائية والإعدادية في جوهر (90 كلم) شمال مقديشو، ودرس الثانوية العامة بمدرسة (الصوفي) التابعة لجامعة الأزهر والتي كانت تدرس باللغة العربية،وبعدها أكمل والده تعليمه وذلك بإدخاله جامعة كردفان في مدينة الدلنج بالسودان ودرس هناك لسنتين، وبعدها رحل إلى مدينة البيضاء في ليبيا حيث أتم دراسته الجامعية في جامعة عمر المختار - مدينة البيضاء عام 1998. وعاد بعد ذلك إلى مسقط رأسه لزيارة أسرته ثم انتقل إلى جوهر عام 2002، في الوقت الذي كانت حكومة عبد القاسم صلاد حسن تسعى للسيطرة على مقديشو، وعمل كمدرس مرحلة ثانوية لمواد الجغرافيا واللغة العربية والمواد الإسلامية. يتحدث اللغتين العربية والصومالية بطلاقة.

## اتحاد المحاكم الإسلامية
وعمل شيخ شريف مع محمد طيري، أمير الحرب وهو ينتمي إلى نفس عشيرته والذي كان مسيطرا على جوهر آنئذ، وذلك ضد صلاد حسن. وعين رئيسا للمحكمة الإقليمية في جوهر وقد عارض في أكثر من مرة توجهات طيري الذي كان العضو الرئيسي في التحالف ضد الإرهاب. ونتيجة لهذا الخلاف ترك شريف شيخ أحمد جوهر إلى مقديشو حيث بدأ التدريس في مدرسة جوبا الثانوية، ومارس إلى جانب ذلك مهنة التجارة، وأسس مع شركاء محلا لصناعة وبيع الحلوى لينفق منه على معيشته.

### البداية
أول بدايته باتحاد المحاكم الإسلامية عندما تم ترشيحه ليرأس محكمة تابعة لتجمع قبلي محلي في مدينة جوهر وذلك بعد عودته من الخارج. وقد أثرت عليه حادثة خطف أحد طلبته الصغار (اسمه عبد القادر وعمره 12 سنة) من قبل إحدى العصابات المنتشرة بمدينة مقديشو وطلب فدية كبيرة من والديه الميسوري الحال مقابل عودة ابنهم، وكان ذلك عام 2003، وهذه الحادثة واحدة من العديد من حوادث الاختطاف والقتل التي ترتكبها الجماعات المسلحة في العاصمة الصومالية التي استغلت غياب السلطة المركزية. وتلك الحادثة نقطة تحول في حياته. وبدأ في تأليب الناس من أجل الأمن لأهالي الحي واهتدوا إلى التفكير في تأسيس محكمة شرعية وانتخبه الأهالي في غيابه رئيسا لها. وتمكنت المحكمة التي عززت بمتطوعين من الحراس في إطلاق سراح الصبي عبد القادر ومختطفين آخرين، فضلا عن إعادة عدة سيارات مسروقة. وتمكنت من حفظ الأمن ومكافحة السرقات والسطو والسلب والنهب التي كانت تحدث بشكل مستمر. وعلى غرار هذه المحكمة تكونت محاكم أخرى لمواجهة أمراء الحرب الذين حكموا العاصمة مقديشيو طيلة الأعوام الخمسة عشرة الماضية. وقد توحدوا لمواجهة قوة المحاكم التي بدأت تسيطر على مناطق كثيرة في العاصمة، وكان السبيل الوحيد لذلك هو توحيد المحاكم الشرعية الخمسة القائمة واختير شيخ شريف ليترأس اتحاد المحاكم الشرعية في يوليو/تموز 2004.
ثم بدأ نجمه بالظهور كأحد رموز قادة المحاكم الإسلامية بالعاصمة، وهو أحد الحلفاء والأصدقاء المقربين من الشيخ حسن طاهر أويس، أحد مؤسسي المحاكم الإسلامية وآدم حاشي فارح عيرو واللذان تتهمهما واشنطن بان لهم صلات بشبكة القاعدة وحاربا في أفغانستان عام 2001.
وفي 9 سبتمبر 2006 ذهب شريف مع بعض أعوانه إلى سرت الليبية بمساعدة الرئيس السابق عبد القاسم صلاد حسن، للاحتفال بالذكرى السنوية السابعة لقمة للزعماء الافارقة. وبمقابلة مع رويترز والبي بي سي، اقر وفده بأنه يسعى للحصول على مساعدة من ليبيا ودول أفريقية أخرى لإحداث نوع من التقارب ما بين الإسلاميين والحكومة الانتقالية. وعندما قدم الخرطوم قبل الاجتماع المقرر ما بين الحكومة الانتقالية والمحاكم الإسلامية بحوالي 48 ساعة، رحل قبل بداية الاجتماع ب24 ساعة قائلا أن إثيوبيا تكن العداء للصومال منذ أكثر من 500 عام، وكرر اتهام الإسلاميين بأن القوات الإثيوبية تتدخل بشؤون الصومال. وقد نفت إثيوبيا أي تدخل لقواتها بالحرب الدائرة بالصومال، عموما لم يتحقق عمل الترتيبات اللازمة لإنشاء قوات إيغاد لحفظ السلام في الصومال.

## سقوط المحاكم الإسلامية
بعد 6 أشهر بالحكم وفي تاريخ 28 ديسمبر 2006، نذر نفسه لقتال القوات الأثيوبية التي غزت الصومال. ولكن بعد هزيمة المحاكم في معركة جيليب وسقوط كيسمايو، تمكن من الفرار باتجاه الحدود الكينية. وقد تم احتجازه مع ثلاثة آخرين بواسطة الشرطة الكينية بتاريخ 21 يناير 2007 بالقرب مركز هولوغو الحدودي بين كينيا والصومال.

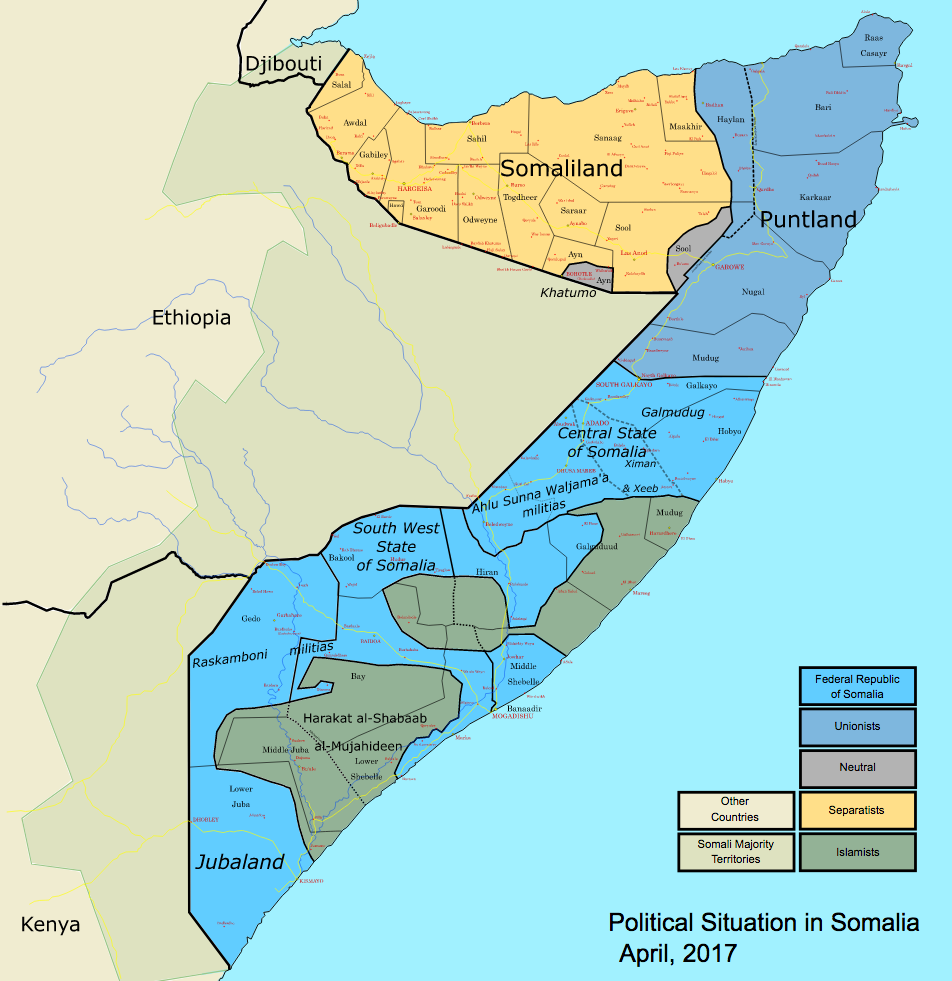
الخريطة السياسية للصومال عام 2009

وقد قابل السفير الأمريكي في كينيا لمحادثته بشأن التعاون مع الحكومة الصومالية الانتقالية. وقد كان تحت حماية السلطات الكينية خلال وجوده بفندق في نيروبي.

## أسر الجنود الأميركيين
تم إطلاق سراح زعيم المحاكم الإسلامية شريف الشيخ أحمد من قبل الشرطة الكينية وذلك بتاريخ 1 فبراير 2007. كما أفادت التقارير أنه اجتمع مع المبعوث الأمريكي لكينيا والصومال مايكل رنيبيرغر، زاعما أن يتخذ الترتيبات اللازمة لإطلاق سراح أسرى القوات الأمريكية. ثم ذهب إلى اليمن في 8 فبراير حيث يعتقد بأن بها أعضاء آخرون للمحاكم الإسلامية. وفي هذا اليوم قالت صحيفة النداء اليمنية بأن إطلاق سراح شريف الشيخ أحمد كانت خطوة آولى لترتيب إفراج مشروط عما ذكرته تقارير متباينة بين 11 و15 جنديا أمريكيا من المارينز تم أسرهم خلال القتال بجنوب الصومال بمعركة راس كامبوني. وقد تم جرح أربعة من المارينز خلال تلك المعارك. مع أن رواية أسر الجنود الأمريكان كانت رائجة بالإعلام الصومالي، وقد تم ذكر ذلك أيضا بالعربية.نت حيث قالت بأن الأمريكيين شرعوا في الاتصال بالمحاكم الإسلامية الصومالية بغرض إطلاق سراح عشرات الجنود الأمريكيين الذين أسرتهم قوات المحاكم، بعد أن قتلت ما لا يقل عن 30 آخرين بحسب المصادر. ووضحت بأن قرار التفاوض مع الأمريكان جاء بعد مشاورات شارك فيها الشيخ حسن طاهر أويس، أمين شورى المحاكم الإسلامية. وقالت إن الأمريكان من جهتهم، وللتدليل على حسن نواياهم، توقفوا منذ أيام عن قصف جنوب الصومال. إلا أنه قد أهمل ذكر الأسرى من الجنود المارينز عمدا بالإعلام الغربي. فرواية أسر الجنود الأمريكان قد تم ذكرها في 21 يناير بواسطة المحاكم الإسلامية في موقع القادسية.كوم، قد نفاها مايكل رنبيرغر نفيا قاطعا مدعيا بأنه غير صحيح بالمرة.

## عائلته وصفاته
قبل فراره من الصومال، كان الشيخ شريف الشيخ أحمد يسكن بمنزل متواضع في مقديشو ومعه زوجته وطفلاه أحمد 9 سنوات وعبد الله وهو طفل صغير.
ويظهر الزعيم الذي تبدو عليه ملامح الشباب بشكل متواضع، ويرتدي قميصا بسيطا بأكمام طويلة على الطراز الباكستاني فضلا عن سروال بسيط لا يصل إلى كاحله، فضلا عن صندل رخيص. وبخلاف الزعماء الآخرين في مقديشيو الذين يتنقلون في الشوارع تحت تسليح كثيف، يكتفي الشيخ شريف شيخ أحمد بالتنقل في سيارة رباعية الدفع بجانب السائق وشابين مسلحين ببنادق إيه كي-47. وزجاج نوافذ سيارته معتم، ولا ترافقه أي سيارات مسلحة أخرى، وهي علامة واضحة على أنه لا يريد جذب الأنظار له أثناء مروره في الشوارع المتربة للعاصمة. .

## الانتخابات الرئاسية 2009
مع بداية الجولة الأولى للتصويت، انسحب بعض المرشحين مما زاد من التكهنات بأن فرصة الفوز ستكون بين نور حسن حسين وشريف الشيخ أحمد. ولكن كانت نتيجة الجولة الأولى أن حصل شريف الشيخ أحمد ب 215 صوتا يليه مصلح محمد سياد بري وهو جنرال في الجيش والذي حاز على 60 صوتا وحل حسين ثالثا ب 59 صوتا. فانسحب نور حسن حسين من الترشيح، وبالتالي فقد حصرت الانتخابات إلى شخص شريف الشيخ أحمد. فكانت نتيجة الجولة الثانية أن حصل على 293 صوتا من مجموع الأصوات. وبعد فوزه يوم 31 يناير 2009، تم أداء يمين القسم في فندق كيمبنسكي بجيبوتي.

## لقائاته الإذاعية
- برنامج بلا حدود:
  1. مستقبل الصومال في نظر المحاكم الإسلامية، 20 سبتمبر 2006م
- برنامج لقاء اليوم:
  1. شيخ شريف شيخ أحمد.. تحرير الصومال، 7 ديسمبر 2007م
  2. شيخ شريف.. إعادة تحرير الصومال، 23 يونيو 2008م - فيديو على يوتيوب
- برنامج لقاء خاص:
  1. الرئيس شريف.. دعم أهل السنة والجماعة بالصومال، 23 أغسطس 2009

## وصلات خارجية
- شريف شيخ أحمد على موقع مونزينجر (الألمانية)
- شيخ شريف شيخ أحمد، الجزيرة نت، 19 يونيو 2006م
- سر شيخ شريف.. الصوفية والإخوان والمحاكم!، إسلام أون لاين، 31 يناير 2009م

| المناصب السياسية                    | المناصب السياسية                           | المناصب السياسية   |
| ----------------------------------- | ------------------------------------------ | ------------------ |
| سبقه آدم محمد نور مادوبي (بالنيابة) | قائمة رؤساء الصومال 2009 – حتى سبتمبر 2012 | تبعه حسن شيخ محمود |